# Nicholas Dunlop
Nicholas Dunlop ist Generalsekretär des e-Parliament, Demokratieförderer und Ratsmitglied im World Future Council.

## Zur Person
Nicholas Dunlop ist Mitbegründer und Generalsekretär des e-Parliament, einer Initiative, die die demokratisch gewählten Parlaments- und Kongressmitglieder der Welt zu einem globalen Forum verbindet. Zuvor war er Generalsekretär der Organisation Parliamentarians for Global Action. 1984 koordinierte er den Start der Six Nations Peace Initiative, für die eine Gruppe von Regierungschefs rund um das Thema nuklearer Waffen zusammenkam. 1987 war er einer der beiden Preisträger des ersten Indira Gandhi-Preises für Frieden und Entwicklung. In jüngerer Zeit war er Exekutivdirektor von EarthAction, einem weltweiten Netzwerk von mehr als 2.000 Organisationen in 160 Ländern. Nicholas Dunlop ist Staatsbürger von Irland und Neuseeland und lebt in Kent, England. Seit dem Frühjahr 2007 ist er zudem Ratsmitglied des von Jakob von Uexküll ins Leben gerufenen World Future Council.